# Attílio Francisco Xavier Fontana
Attílio Francisco Xavier Fontana (Santa Maria, 7 août 1900 - São Paulo, 15 mars 1989) fut un entrepreneur et un homme politique brésilien.
Il fonda notamment le groupe Sadia, entreprise brésilienne majeure du secteur agro-alimentaire.
Au niveau politique, il exerça les charges de maire Concórdia, député fédéral, sénateur, secrétaire de l'État de Santa Catarina chargé de l'agriculture et de vice-gouverneur de ce même État, dans le gouvernement de Colombo Machado Sales, de 1971 à 1975.